# Jan Hubert van Slijpe
Jan Hubert Cornelis van Slijpe, ook wel Johan Hubert (Maastricht, 7 februari 1732 - 's-Gravenhage, 8 mei 1791), was een Nederlands jurist, politicus en bestuurder. Hij was onder andere schepen, burgemeester en vice-hoogschout van Maastricht. Als protestants orangist ondervond hij veel tegenwerking, mogelijk ook vanwege zijn onbuigzame karakter. Na beschuldigingen van verraad en smaad, overleed hij in een Haagse gevangenis, op het hoogtepunt van de patriottenstrijd.

## Levensloop
Jan Hubert van Slijpe stamde uit het protestantse magistratengeslacht Van Slijpe, waarvan leden in de zeventiende eeuw vanuit Friesland zich in Maastricht vestigden. De Van Slijpes behoorden in Maastricht tot de protestantse minderheid en hadden in het tweeherige bestel de Brabantse nativiteit. Jan Hubert werd geboren als zoon van Godert van Slijpe (1698-1753) en Catharina Joanna Bogaert (1700-1784). Zijn vader was vanaf 1732 tot aan zijn dood zesmaal Brabants burgemeester van Maastricht (telkens voor twee jaar). Tegelijkertijd was hij schout in Gulpen, een functie die vanaf 1752 door Goderts oudste zoon, Adriaan Philip Hendrik van Slijpe (1730-1774), werd overgenomen.
In navolging van zijn vader en broer studeerde Jan Hubert rechten, in elk geval vanaf 1750 in Utrecht, waar hij in 1752 promoveerde non sine laude ("niet zonder lof"). In hetzelfde jaar werd hij lid van het Utrechtse domkapittel, dat na de Reformatie was blijven voortbestaan als onderdeel van de Staten van Utrecht en als vermogensbeheerder. Begin 1753 keerde hij terug naar Maastricht, waar hij in juni in het huwelijk trad met Cornelia de Ron. In hetzelfde jaar stierf zijn vader.
Van Slijpe vestigde zich in Maastricht als advocaat. Als zodanig vond hij regelmatig de patriottische advocaat Charles Roemers tegenover zich. Daarnaast bekleedde hij diverse bestuursfuncties. In 1760 was hij ouderling van de (hervormde) Sint-Janskerk. Van 1762-1764 was hij Brabants schepen van Maastricht, in 1763 werd hij vice-schout van Gulpen en in 1766-1767 curator van de Latijnse school in Maastricht. Van 1772 tot 1774 was hij Brabants burgemeester, als opvolger van Van der Haer, die na 22 jaar burgemeesterschap in het zadel was gestorven. In 1776 trok hij zich echter terug uit zijn openbare functies, teleurgesteld en verbitterd, omdat bepaalde personen hem naar eigen zeggen zwart hadden gemaakt bij de militaire gouverneur van Maastricht, Karel Christiaan van Nassau-Weilburg, een zwager van stadhouder Willem V.
In 1781 keerde hij terug in het openbare leven. Op 29 oktober van dat jaar werd hij benoemd tot vice-hoogschout van Maastricht, een functie met veel aanzien. De vice-hoogschout was de plaatsvervanger van de hoogschout, een ceremoniële functie die in de achttiende eeuw in Maastricht voorbehouden was aan adellijken. Dezen huurden vrijwel altijd iemand uit de stedelijke elite in om het daadwerkelijke werk te doen. In feite was Van Slijpe in Maastricht de hoogste permanent aanwezige gezagsdrager namens de Republiek. Hij was voorzitter van het hooggerecht en tevens aanklager. Verder had hij het recht de kloosters te visiteren, hoewel die normaliter niet aan de wereldlijke rechtbank waren onderworpen. Ook in deze functie ondervond Van Slijpe geregeld tegenstand van Roemers.
Van Slijpe was prinsgezind in hart en nieren, en stak dat niet onder stoelen en banken. Gaandeweg nam het verzet tegen hem van de zijde van de Fransgezinde en naar meer vrijheid strevende patriotten toe. Zijn belangrijkste tegenstanders waren de eerder genoemde advocaat Roemers en de bestuurder Willem Hendrik van Panhuys. Omstreeks 1785 bereikte de tegenstelling een hoogtepunt. Van Slijpe werd er van verdacht samen te spannen met de door de patriotten gehate en met vervroegd pensioen gestuurde hertog van Brunswijk (1718-1788), die jarenlang een grote invloed had uitgeoefend op de zwakke prins van Oranje. De buiten spel gezette "dikke hertog", zoals hij spottend genoemd werd, verbleef van 1784 tot 1786 in Aken. Van Slijpe zou toen intensief met hem gecorrespondeerd hebben en hem enkele keren hebben opgezocht. Zijn tegenstanders suggereerden dat hij als tussenpersoon fungeerde tussen de hertog en de prins van Oranje, en dat hij de stad in Oostenrijkse handen had willen spelen.

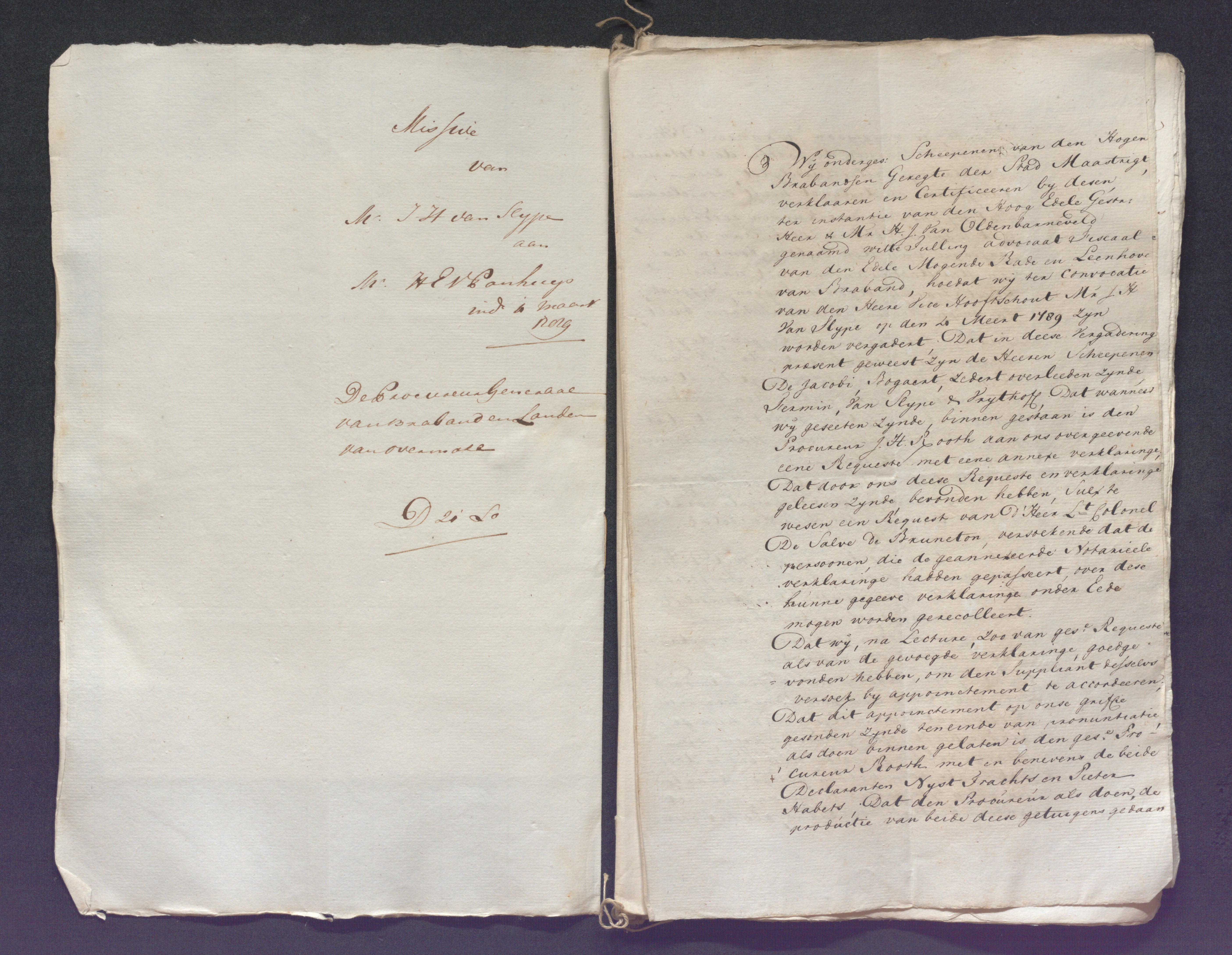
Verklaring van Maastrichtse schepenen uit 1790. Document uit het 15 pakken tellende dossier "Van Slijpe vs. Van Panhuys" bij de Raad van Brabant in Den Haag (BHIC)

In maart 1785 stuurden de Staten-Generaal een onderzoekscommissie naar Maastricht, bestaande uit de procureur-generaal van de Raad van Brabant in Den Haag, Van Oldenbarneveld genaamd Witte Tullingh, geassisteerd door de patriot J. Romswinckel. Van Oldenbarneveld was een (ver) familielid van Van Panhuys. De commissie toonde zich van meet af aan vooringenomen en sprak uitsluitend met tegenstanders van de vice-hoogschout. Van Slijpe kreeg vijf weken huisarrest en de commissie kreeg toestemming om zijn correspondentie te onderzoeken. Begin mei 1785 werd het onderzoek op last van de Staten-Generaal gestaakt. Hoewel het er aanvankelijk op leek dat hij niet vervolgd zou worden, bleef Van Slijpe schuldig in de ogen van zijn tegenstanders. Hij schreef enkele verweerschriften, die zijn zaak waarschijnlijk geen goed deden.
In 1788 werd hij verder in het nauw gebracht door zijn vermeende betrokkenheid bij een lastercampagne tegen Van Panhuys, de zogenaamde "zaak van de rentmeester". In 1789 werd naar aanleiding van een officiële klacht van Van Panhuis een onderzoek naar Van Slijpes betrokkenheid bij deze zaak ingesteld. Eind september werd hij op eigen verzoek ontslagen. Zijn schoonzoon Quirinus Alexander Collard volgde hem op als vice-hoogschout. Hij werd ter berechting overgebracht naar Den Haag, waar hij in 1791 in gevangenschap overleed, 59 jaar oud. De criminele procedure bij de Haagse Raad van Brabant, waarin nog geen uitspraak van was geweest, werd voortgezet door zijn oudste dochter, Anna Susanna van Slijpe.

## Nageslacht
Johan Hubert van Slijpe trouwde op 25 juni 1753 in Maastricht met de in Frankfurt am Main geboren Cornelia de Ron (1721-1784). Het echtpaar kreeg minstens vijf kinderen.
1. Anna Susanna Maria van Slijpe (1754-1793), gehuwd met Willem Jacob Hesselt van Dinter (1754-1819), 3 kinderen
2. Petrus van Slijpe (1756-1824), schepen en gezworene in Maastricht, procureur des koning,[17] ongehuwd?
3. Jan Godart Cornelis van Slijpe (1757-1838), burgemeester van Maastricht, gehuwd met Johanna Eleonora Geyer (1750-1788), 3 kinderen
4. Johanna Catharina van Slijpe (1760-1782), gehuwd met Isaac Hendrik Geyer (?-1827)
5. Maria Sara van Slijpe (1762-1834), gehuwd met Quirinus Alexander Collard, een zoon van burgemeester Alexandre Quirin Collard

## Nalatenschap
Van Jan Hubert van Slijpe en zijn vrouw Cornelia de Ron zijn twee sets portretten bewaard gebleven. Van de eerste set staat vast dat het portret van Cornelia in 1758 geschilderd is, waarschijnlijk door Jean-Baptiste Coclers (de signatuur is moeilijk leesbaar). Het portret van Jan Hubert lijkt daarvan de pendant te zijn (zelfde formaat en stijl), maar is niet gesigneerd. Een kopie van laatstgenoemd schilderij hangt in de portrettengalerij van het stadhuis van Maastricht. Het werd in 1908 gekopieerd door Henri Goovaerts. De tweede set toont het echtpaar in 1787, bijna dertig jaar later, hoewel Cornelia toen al twee jaar overleden was. De schilder is Charles Bruno Donat Delin. Van een achttiende-eeuws kinderportret dat zich ooit in bezit van de familie Van Slijpe bevond, is niet zeker of het Jan Hubert of een ander familielid voorstelt, mogelijk zijn zoon Jan Godart.

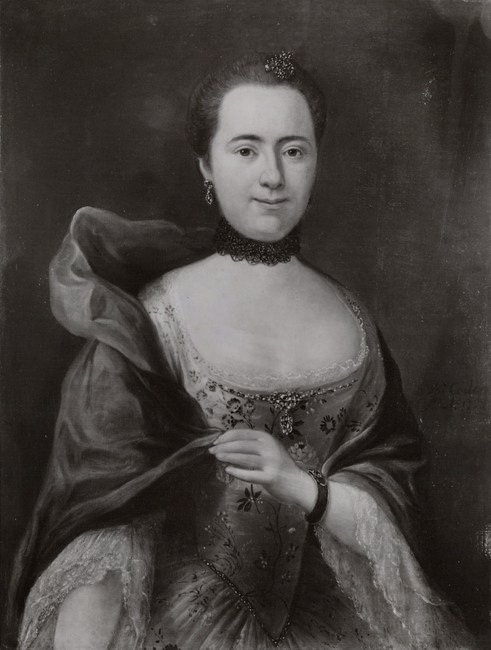
Cornelia de Ron in 1758
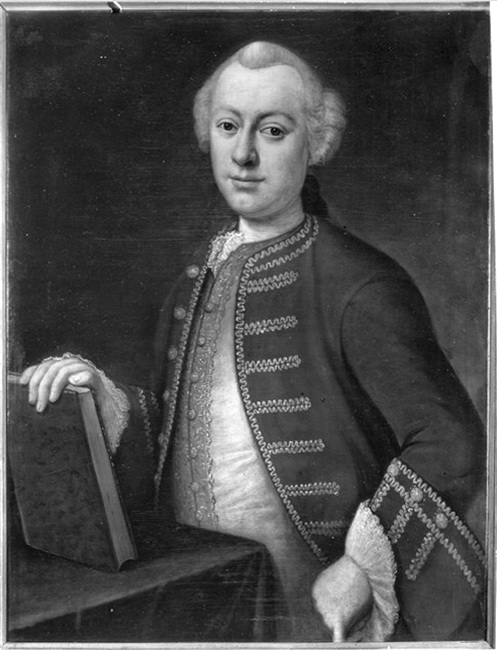
Jan Hubert in 1758?
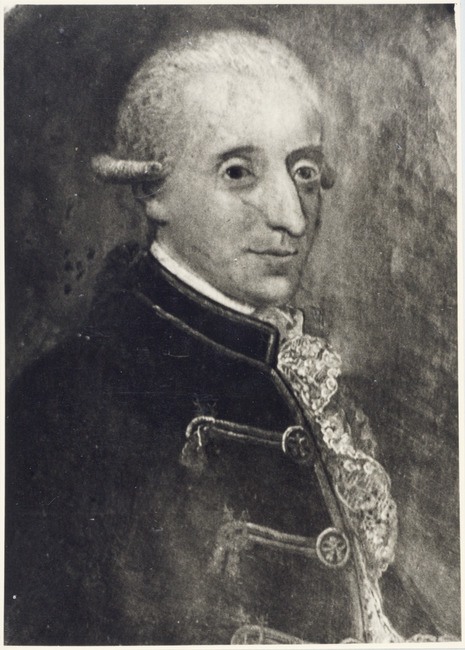
Jan Hubert in 1787
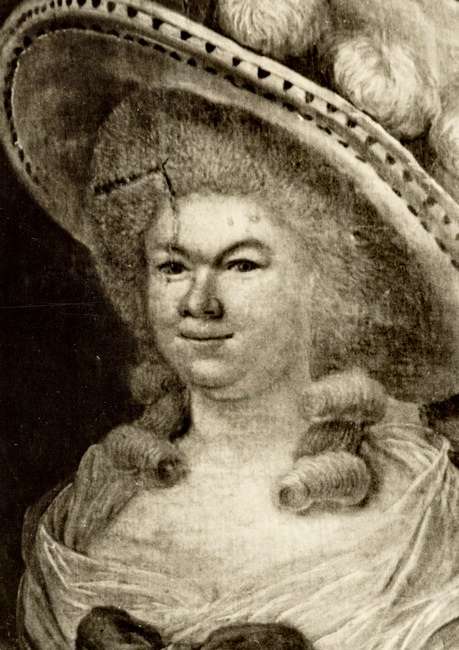
Cornelia de Ron in 1787

Van Slijpe was ook op het literaire vlak actief. In het Historisch Centrum Limburg (HCL) te Maastricht bevinden zich, als onderdeel van het archief van de familie Suringar, drie werken van zijn hand: De Bethlemitische Kindermoordt uit de Hoogduitsche Taale Digtkundig overgeset, Het Leven van Coning Salomo Dichtkundig beschreven en een Gedicht bij het overlijden van stadhouder Willem IV. Daarnaast schreef hij enkele anti-patriottische gedichten en in 1785 een tweetal verweerschriften over zijn eigen zaak.

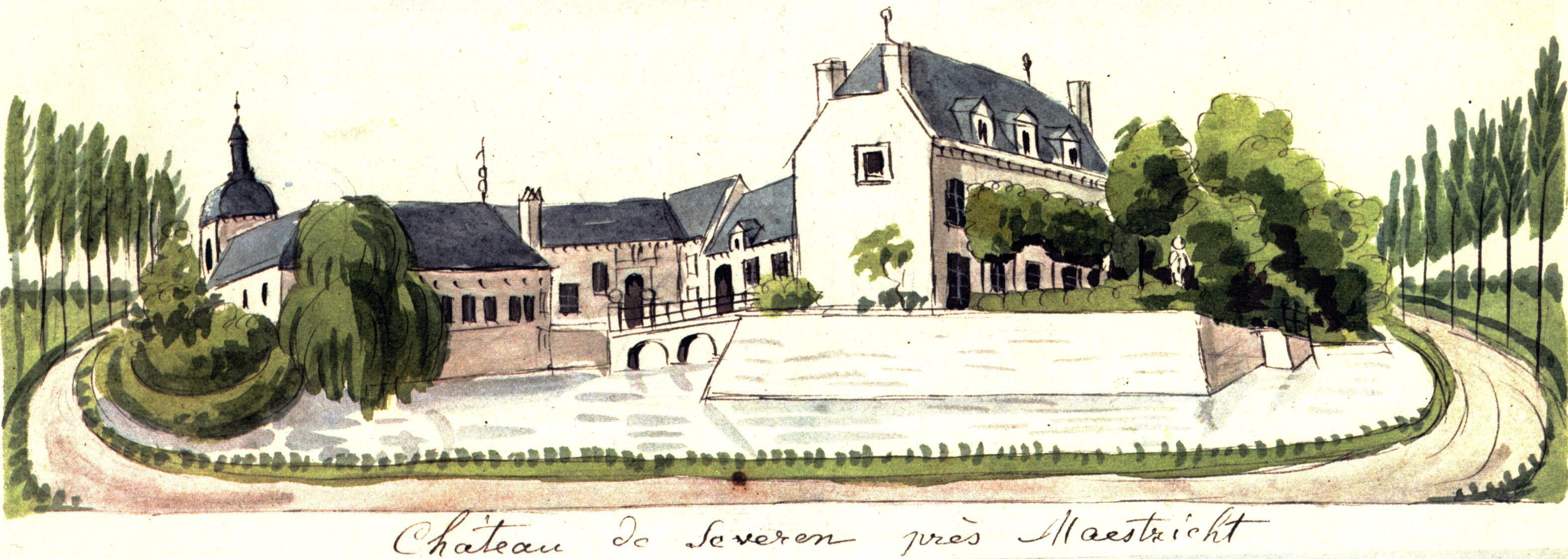
Huis Severen in Amby, het buitenhuis van de Van Slijpes, getekend door Philippe van Gulpen (1792-1862)

De Hof van Slijpe aan de Bouillonstraat, van 1684 tot 1802 in bezit van de familie Van Slijpe, was waarschijnlijk het geboortehuis van Jan Hubert. Het gebouw is een rijksmonument en is sinds 2002 in gebruik bij de Universiteit Maastricht. Ook het voormalige buitenhuis van de Van Slijpes, het Huis Severen in Amby, is een rijksmonument. In Amby is sinds 1955 een Van Slijpestraat, die genoemd is naar alle Van Slijpes die van 1742 tot 1880 het Huis Severen bewoonden. Rondom de Sint-Walburgakerk in Amby bevinden zich enkele grafstenen van nakomelingen van Jan Hubert van Slijpe, die eveneens onderdeel van een rijksmonument zijn.
In het British Museum in Londen bevindt zich een rijk bewerkte wierookschep van zilver en bergkristal uit circa 1480, die afkomstig is uit de nalatenschap van de familie Van Slijpe Pichot en die ook eigendom zou zijn geweest van Jan Godart van Slijpe. Via ene B. Kalf Oz belandde het in de kunstcollectie van baron Ferdinand de Rothschild (1839-1898), die het na zijn dood naliet aan het British Museum, als onderdeel van de zogenaamde 'Waddesdon bequest'.

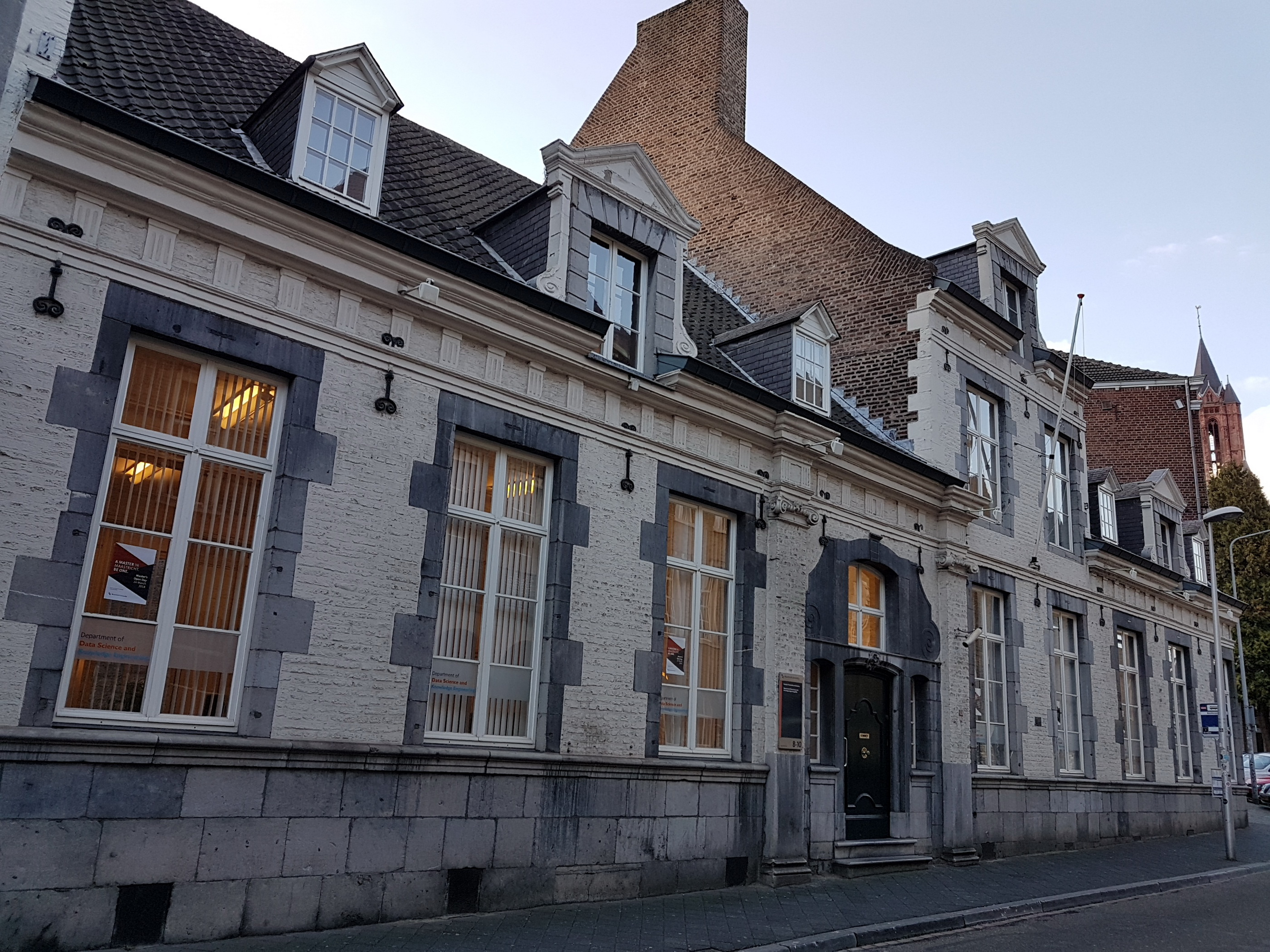
Hof van Slijpe
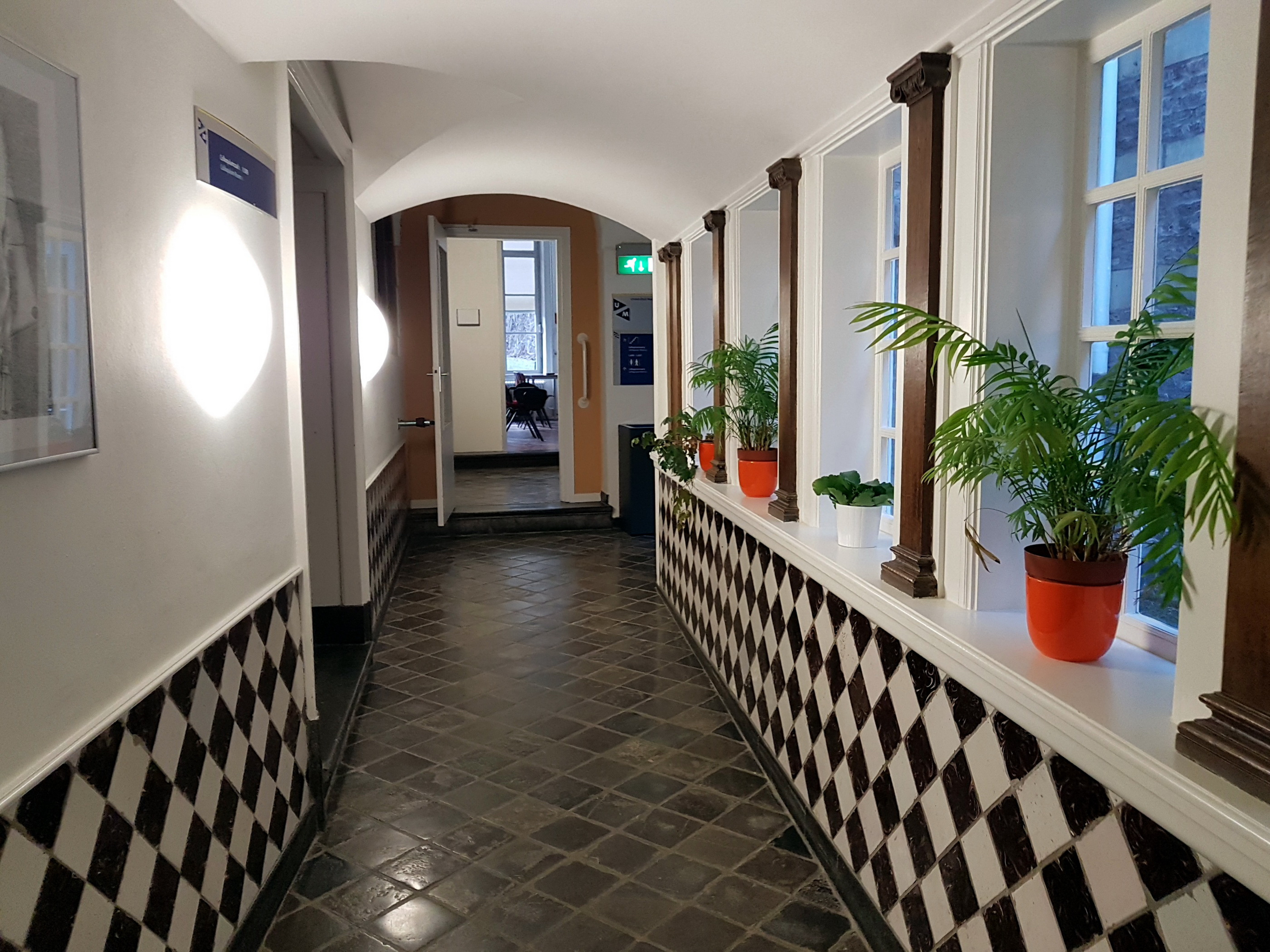
Idem, interieur
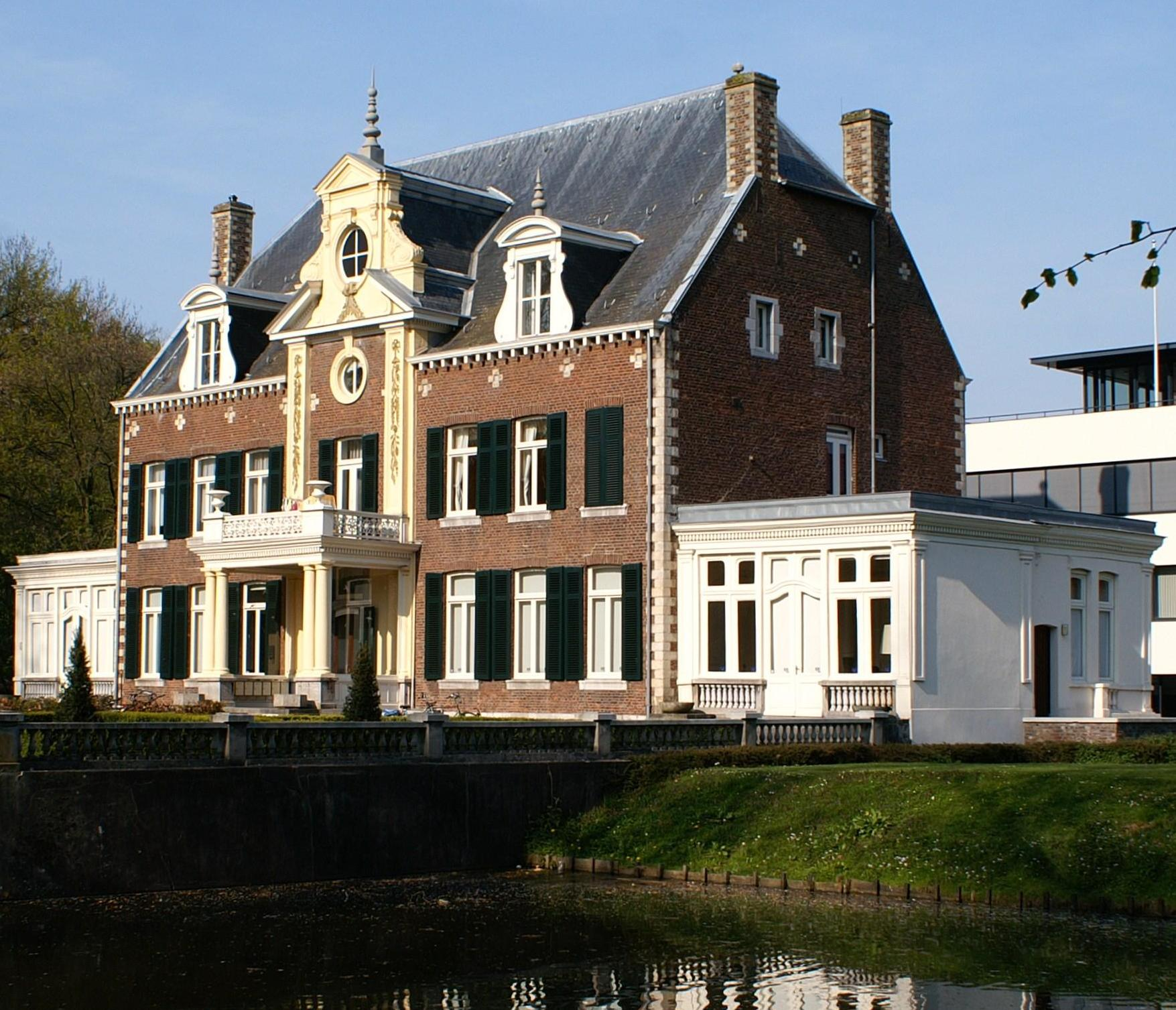
Huis Severen
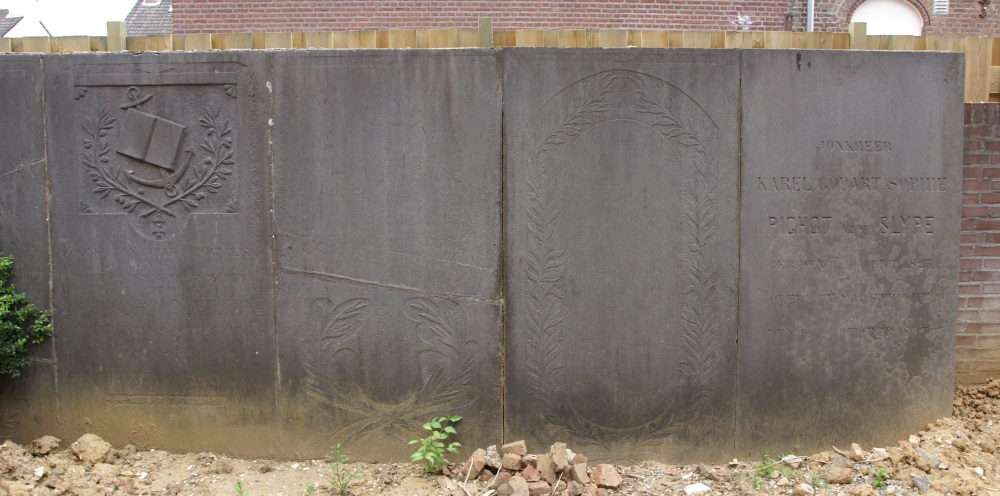
Grafstenen Pichot-Van Slijpe